# Kodori-Tal
Das Kodori-Tal (auch Kodori-Schlucht, georgisch კოდორის ხეობა; russisch Кодорское ущелье) ist ein Flusstal im Großen Kaukasus im Nordosten der Autonomen Republik Abchasien in Georgien. Es erstreckt sich auf einer Höhe von 1300 m bis 3984 m über dem Meeresspiegel, wird vom Fluss Kodori und seit dem 1. Jahrhundert von einer Handelsstraße über den Großen Kaukasus, der späteren Sochumer Heerstraße, durchzogen.

## Geografie
Der Eingang des nordöstlich verlaufenden Tals liegt rund 20 Kilometer von der abchasischen Hauptstadt Sochumi entfernt. Es wird im Norden von der Tschchalta-Gebirgskette begrenzt, die zugleich die Grenze zu Russland bildet. Im Osten liegt die georgische Region Mingrelien und Oberswanetien. Südlich des Kodori-Tales verläuft das Kodori-Gebirge. Die größten Gemeinden des Tals sind Schchara, Omarischara, Semo Aschara, Kwemo Aschara, Lata und Tschchalta. Bei Omarischara wurde 2005 und 2006 ein Wasserkraftwerk errichtet.

## Klima
Das Klima im Tal ist feucht-alpin. Die Sommer sind kühl, die Winter schneereich. Der jährliche Niederschlag beträgt zwischen 1600 und über 2000 mm (120 mm im Januar, 160 mm im April, 180 mm im Juli, 160 mm im Oktober). Es gibt über 30 Tage mit starkem Regen pro Jahr. Der Schnee liegt mehr als 180 Tage. Die Durchschnittstemperatur beträgt −3 °C im Januar, 3 °C im April, 14 °C im Juli, 5 °C im Oktober. Die sommerliche Höchsttemperatur im Juli liegt bei 28 °C.

## Einwohner und Wirtschaft
Die Einwohner des Tals sind mehrheitlich Swanen, eine zu den Georgiern zählende Volksgruppe. Nach der georgischen Volkszählung 2002 lebten im oberen Abschnitt des Tals 1956 Menschen, von denen 1912 Swanen waren.
Haupteinnahmequelle des Tals ist die Forstwirtschaft. Seine Wälder wurden seit der Antike als Rohstoffquelle genutzt. In den 1890er Jahren erschloss sie der aus Rostow am Don stammende russische Unternehmer Maximow systematisch. Er ließ mehrere eiserne Brücken über reißende Flüsse errichten, die bis heute Kern der Verkehrsinfrastruktur sind.

## Geschichte
Bereits im 1. Jahrhundert bildete die Handelsstraße durch das Tal und über den Kluchorpass einen Zweig der Seidenstraße, die von Konstantinopel über Zentralasien nach China führte. Sie wurde wechselnd vom Byzantinischen, dem Persischen und dem Osmanischen Reich kontrolliert. 
Nach der Annexion des Fürstentums Abchasien durch Russland am Ende des Kaukasuskrieges 1864 wurde entlang der alten Trasse die Suchumer Heerstraße errichtet. Neben der Georgischen und der Ossetischen Heerstraße spielte sie bis weit in das 20. Jahrhundert hinein eine strategische Rolle bei der Entwicklung der transkaukasischen Beziehungen.

## Politik
Der abchasische Sezessionskrieg wurde 1992 von georgischen Freischärlern ausgelöst, die vom Kodori-Tal nach Sochumi marschierten. Nach dem abchasischen Waffenstillstandsvertrag vom 14. Mai 1994 wird der obere Teil des Tals von der georgischen Regierung in Tiflis, der untere Teil von der sezessionistischen Regierung in Sochumi verwaltet.
In der sogenannten Kodori-Krise griff am 4. Oktober 2001 eine Gruppe tschetschenischer und georgischer Freischärler unter dem Kommando von Ruslan Gelajew das sezessionistische Dorf Giorgiewskoje im unteren Kodori-Tal an und schoss am Folgetag einen Helikopter der Beobachtermission der Vereinten Nationen (UNOMIG) ab. Abchasische Streitkräfte brauchten zehn Tage, um die Kontrolle über das Gebiet wieder zu erlangen.
Im Juli 2006 marschierten georgische Streitkräfte ein und übernahmen die Kontrolle des oberen Kodori-Tals. Dieser Teil erhielt im September 2006 von der Regierung in Tiflis den Namen Ober-Abchasien; Tschchalta wurde Sitz der abchasischen Exilregierung, die die Sezessionisten 1993 aus Sochumi vertrieben hatten. Der untere Teil gehört zum abchasischen Bezirk Gulripschi und wird von GUS-Friedenstruppen kontrolliert, die in Lata stationiert sind.
Die UNOMIG, die die Einhaltung der internationalen Verpflichtungen beobachtete, zog angesichts wachsender Spannungen zwischen den Konfliktparteien am 9. August 2008 ihre im Kodori-Tal stationierten Beobachter ab. Am 12. August 2008 besetzten abchasische und russische Truppen das obere Kodori-Tal und holten die georgische Flagge auf dem Regierungsgebäude in Tschchalta ein.